# Puccinia convolvuli
Puccinia convolvuli (Pers.) Castagne – gatunek grzybów z rodziny rdzowatych (Pucciniaceae). Grzyb mikroskopijny będący pasożytem obligatoryjnym roślin z rodzaju kielisznik (Calystegium) i powój (Convolvulus).

## Systematyka i nazewnictwo
Pozycja w klasyfikacji według Index Fungorum: Puccinia, Pucciniaceae, Pucciniales, Incertae sedis, Pucciniomycetes, Pucciniomycotina, Basidiomycota, Fungi.
Po raz pierwszy zdiagnozował go w 1801 r. Ch.H. Persoon nadając mu nazwę Uredo betae var. convolvuli. Obecną, uznaną przez Index Fungorum nazwę nadał mu J.L. Castagne w 1842 r.
Synonimy nazwy naukowej:
- Dicaeoma convolvuli (Pers.) Kuntze 1898
- Persooniella convolvuli (Pers.) Syd. 1922
- Uredo betae var. convolvuli Pers. 1801

## Rozwój i morfologia
Jest rdzą pełnocyklową, tzn. wytwarza wszystkie właściwe dla rdzy rodzaje zarodników. Jest pasożytem jednodomowym, tzn. cały jej cykl rozwojowy odbywa się na jednym gatunku żywiciela.
Żółtawe spermacja pojawiają się rzadko pod skórką porażonych roślin. Ecja rozwijają się na tych samych liściach tworząc pierścień wokół spermacjów. Ecjospory żółtawe, kuliste  o średnicy 17–28 μm. Po wykiełkowaniu rozwija się z nich grzybnia tworząca na dolnej stronie liści brązowe uredinia, w których powstają urediniospory. Nieco później, również na dolnej stronie liści pod naskórkiem tworzą się czarne telia. Gdy dojrzeją, telia i naskórek rośliny pękają, umożliwiając wydostanie się teliospor. Kuliste, elipsoidalne lub owalne urediniospory mają rozmiar 25–35 × 21–28 μm, pomarańczowo-brązową barwę, kolczastą ścianę i 2 lub 3 pory rostkowe. Roznoszone przez wiatr rozprzestrzeniają grzyba, teliospory natomiast pełnią funkcję przetrwalników. Są brązowe, podłużne, mniej lub bardziej elipsoidalne, mają rozmiar  37–66 × 18–30  μm. Podzielone są poprzecznymi przegrodami na kilka komórek i posiadają krótki, trwały trzonek. Na przegrodach są zwężone. Po wykiełkowaniu teliospor tworzy się przedgrzybnia, a na niej bazydiospory dokonujące infekcji pierwotnej. Z bazydiospor powstają spermogonia i ecja i cykl rozwojowy się zamyka.

## Znaczenie
Na porażonych przez patogena roślinach rozwija się choroba zwana rdzą. Jej objawami na górnej stronie liścia są początkowo żółte plamy. W miarę rozwoju choroby plamy ciemnieją, a ich obrzeże nabiera czerwonobrunatnej barwy.
Kielisznik zaroślowy będący jednym z żywicieli Puccinia convolvuli w uprawach rolniczych często jest uciążliwym chwastem. Prowadzi się badania nad wykorzystaniem P. convolvuli do jego biologicznego zwalczania.

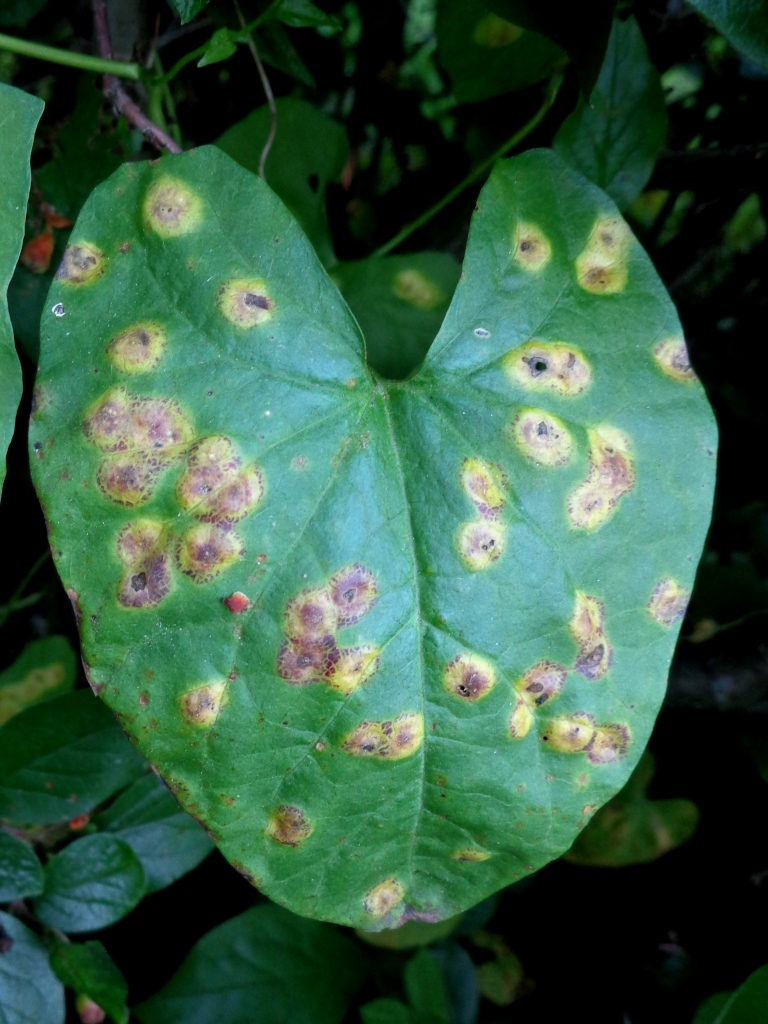
Plamy na górnej stronie liścia
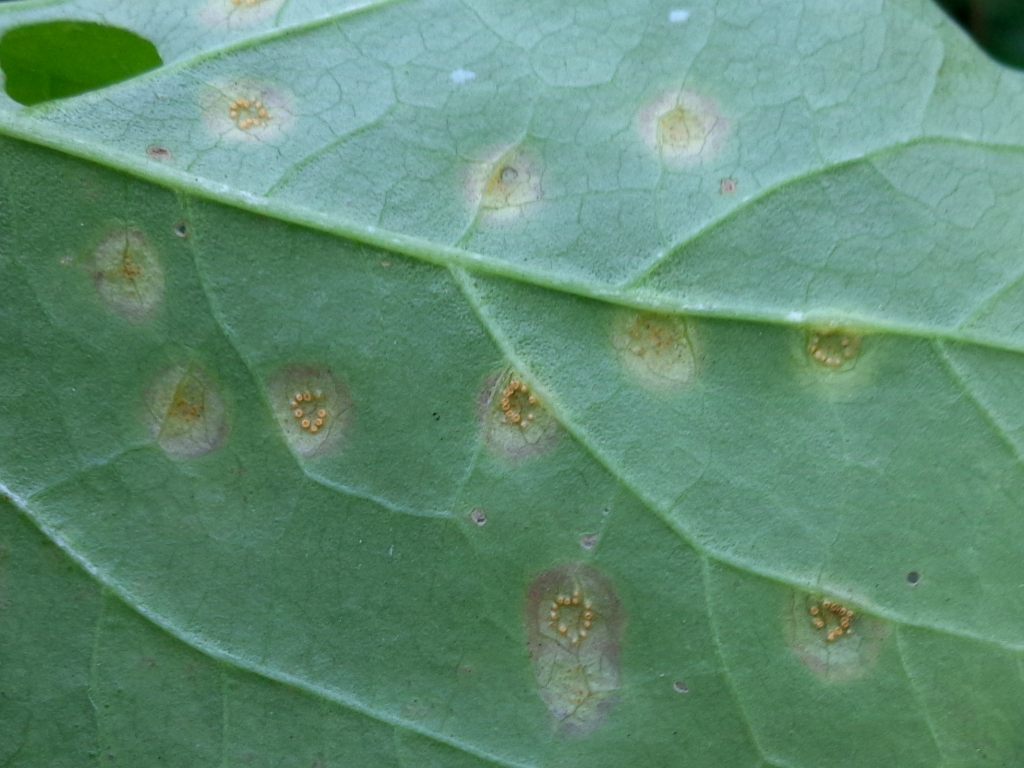
Ecja
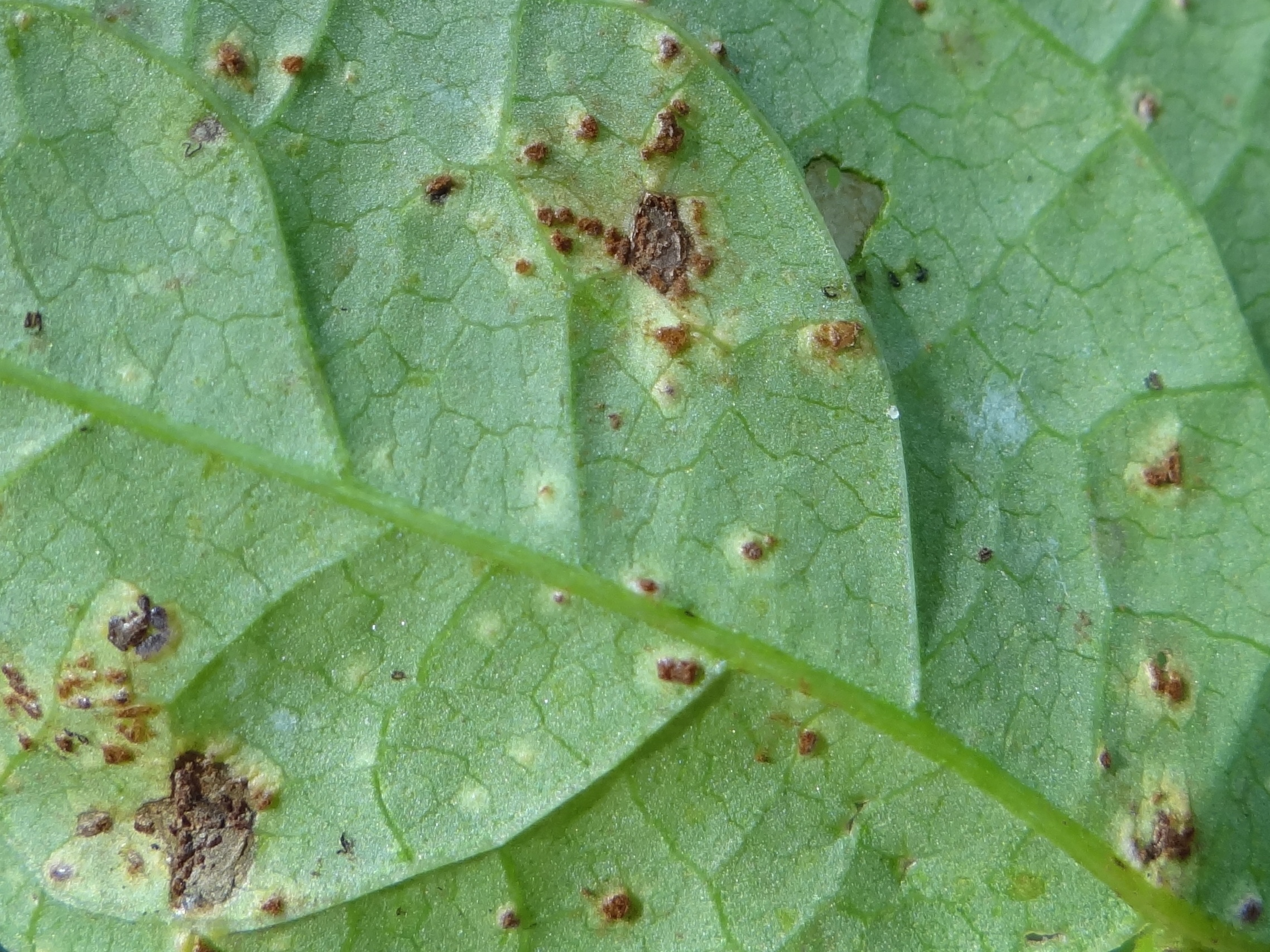
Uredinia
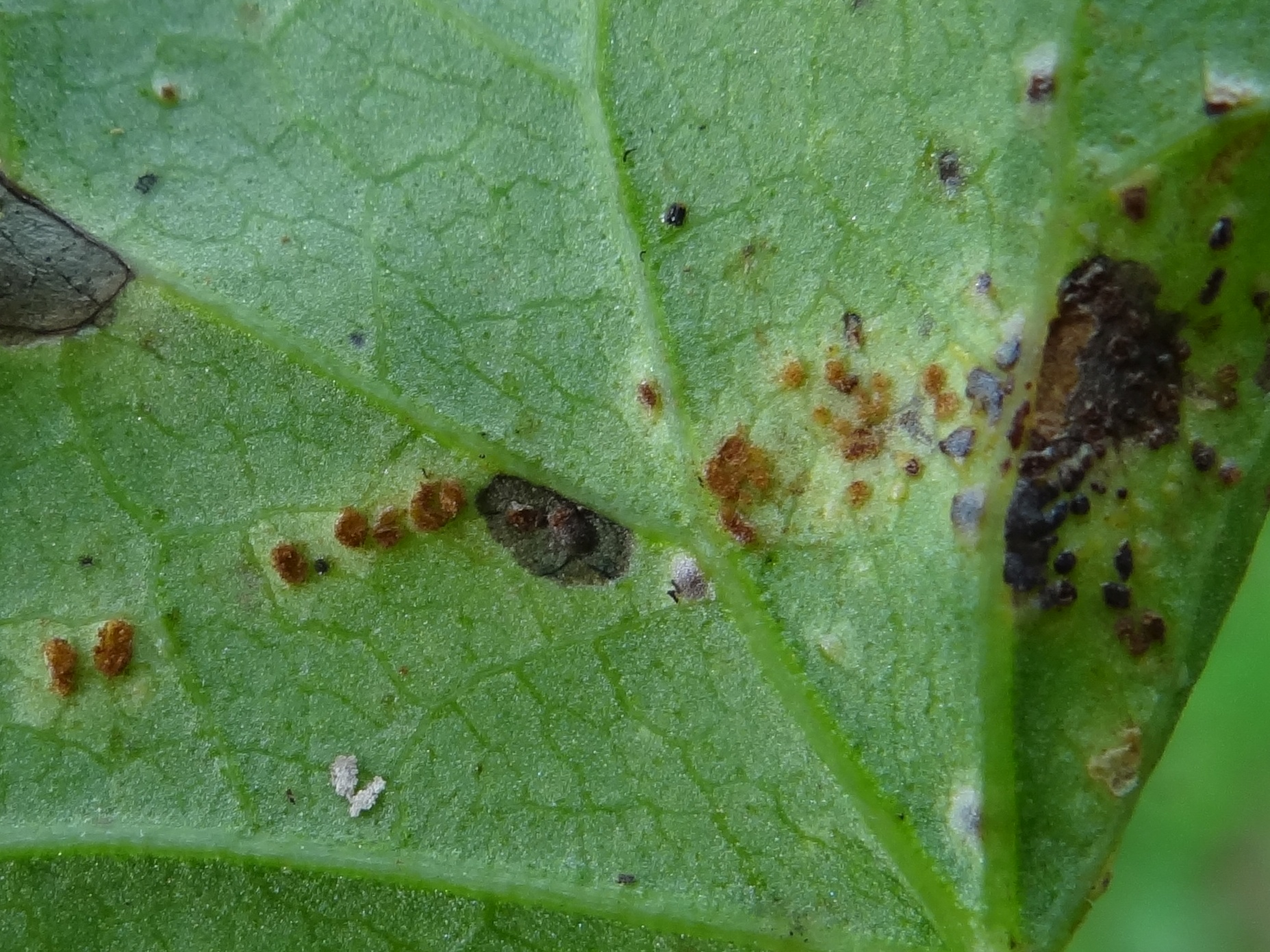
Uredinia i telia